# ريتشارد إيرفين
ريتشارد إيرفين (بالإنجليزية: Richard Irvin)‏ هو سياسي أمريكي، ولد في 1971 في الولايات المتحدة. حزبياً، نشط في الحزب الجمهوري. وقد انتخب عضو مجلس نواب بنسيلفانيا.